# Chiesa dei Santi Fabiano e Sebastiano (Tremoleto)
La chiesa dei Santi Fabiano e Sebastiano si trova a Tremoleto, frazione del comune di Crespina Lorenzana.

## Descrizione
L'edificio originario risale al secolo XI; due iscrizioni attestano che fu restaurata una prima volta nel 1621 e ricostruita nel 1787.